# Campylomormyrus
Campylomormyrus is een geslacht van straalvinnige vissen uit de familie van de tapirvissen (Mormyridae).

## Soorten
- Campylomormyrus alces (Boulenger, 1920)
- Campylomormyrus bredoi (Poll, 1945)
- Campylomormyrus cassaicus (Poll, 1967)
- Campylomormyrus christyi (Boulenger, 1920)
- Campylomormyrus compressirostris (Pellegrin, 1924)
- Campylomormyrus curvirostris (Boulenger, 1898)
- Campylomormyrus elephas (Boulenger, 1898)
- Campylomormyrus luapulaensis (David & Poll, 1937)
- Campylomormyrus mirus (Boulenger, 1898)
- Campylomormyrus numenius (Boulenger, 1898)
- Campylomormyrus orycteropus Poll, Gosse & Orts, 1982
- Campylomormyrus phantasticus (Pellegrin, 1927)
- Campylomormyrus rhynchophorus (Boulenger, 1898)
- Campylomormyrus tamandua (Günther, 1864)
- Campylomormyrus tshokwe (Poll, 1967)